# Bhumibol Adulyadej
Kong Bhumibol Adulyadej, Rama IX af Thailand (thai: ภูมิพลอดุลยเดช; Phumiphon Adunyadet;  lyt ?; se fulde titel forneden, født 5. december 1927 i Cambridge, Massachusetts, død 13. oktober 2016 i Bangkok, Thailand) var den niende konge fra Thailands Chakri-dynasti. Han var søn af Mahidol Adulyadej, prins af Songkla og Srinagarindra, og han overtog tronen efter at hans bror kong Ananda Mahidols (Rama VIII) døde i 1946. Kong Bhumibol blev formelt kronet i 1950. Bhumibol Adulyadej regerede siden 9. juni 1946, og han var på tidspunktet for sin død, verdens længst siddende statsoverhoved og den længst regerende monark i Thailands historie med en regeringstid på 70 år og 126 dage.

## Liv
Bhumibol blev født på Cambridge Hospital (i dag Mount Auburn Hospital) i Cambridge, Massachusetts, i USA den 5. december 1927, hvor hans far, Mahidol Adulyadej, prins af Songkla, en af Rama V's mange sønner, studerede folkesundhedsvidenskab. Bhumibols mor var mom Sangwan Mahidol na Ayudhya – mom er en thailandsk royal titel – senere tituleret som prinsessen, Thailands mor Srinagarindra (Princess Mother of Thailand Srinagarindra). Da Mahidol Adulaydejs studier var afsluttet, flyttede familien til Bangkok i 1928, her døde han af nyreproblemer i 1929, da Bhumibol var knap to år gammel. Moderen flyttede i 1933 familien til Lausanne i Schweiz, hvor den unge Bhumibol, sammen med sine to ældre søskende, prinsesse Galyani Vadhana og prins Ananda Mahidol, tilbragte store dele af sin opvækst frem til afslutningen af 2. verdenskrig.

### En konges mystiske død
Da kong Prajadhipok, Rama VII, abdicerede barnløs i 1935 grundet uoverensstemmelser om en ny forfatning (Grundlov), som han nægtede at underskrive efter revolutionen i 1932, blev Bhumibols 9-årige storebror, Ananda Mahidol, udråbt som kong Rama VIII. I slutningen af 1945 flyttede familien tilbage til Thailand, hvilket blev Anandas andet besøg som konge – det første var to måneder i 1938.
Den to år yngre lillebror, 18-årige prins Bhumibol, skulle tilbage til Schweiz for at studere videnskab. Både han og storebror, kong Ananda, havde planlagt at rejse via USA til Europa, kort tid efter deres besøg på en landbrugsmesse i Bangkok den 5. juni 1946. Afrejsen blev imidlertid udsat, da kongens underskrift var nødvendig på nogle konstitutionelle ændringer. Ananda led også af et mindre maveonde, hvorfor han om aftenen den 8. juni bad sin bror repræsentere sig ved en ceremoni i Handelsministeriet, Bhumibol var den sidste der talte med Ananda den aften. Efter ceremonien gik Bhumibol til ro i sit eget værelse. Tidligt næste morgen havde både mor Srinagarindra og to pager (ung tjener) tilset Ananda. Brødrene skulle spise morgenmad sammen, men da en page fortalte Bhumibol, at Ananda stadig lå i sin seng, spiste Bhumibol alene på balkonen udenfor kongens værelse, hvorefter han returnerede til sit eget, i den anden ende af Borombiman Mansion i Grand Palace. Det følgende er aldrig blevet endeligt klarlagt. Klokken 9:20, cirka 20 minutter efter prins Bhumibol havde forladt morgenbordet, lød et skud. En kugle havde ramt kongen over højre øje og fortsat gennem hovedet og ned i madrassen. Kongen lå på sin seng, og skuddet var affyret med en Colt 45 revolver, som brødrene havde fået af USA's hærs, stationschef i Bangkok, Alexander MacDonald. Pistolen havde en speciel sikkerhedsanordning for at undgå utilsigtet affyring. Det var den ene page, der alarmerede med råbet: »Kongen har skudt sig selv.« Den første der kom var kongens mor, en af de næste var prins Bhumibol. »Da jeg kom, var han død,« forklarede han senere til BBC journalist, David Lomax, i dokumentar TV-serien Soul of a Nation fra 1979. Gerningsstedet blev hverken sikret eller fotograferet. Våbnet lå ved kongens venstre hånd, men kongen var højrehåndet. De første offentlige meldinger kom fra Associated Press og lød, at kongen var død ved et uheld. Størrelsen af våbnet og det faktum, at kongen ikke havde sine briller på, usandsynliggjorde at uheldet var selvforskyldt. Der var 15 læger ved obduktionen, de 12 af dem konkluderede, at mord var mest sandsynlige årsag. Slutteligt blev selvforskyldt skud (vådeskud) patologisk udelukket, og ved en efterfølgende proces blev kongens sekretær de to pager kendt skyldige og henrettet ved skydning i 1955. Det bragte imidlertid aldrig afklaring på en af de mest mystiske og tragiske hændelser i det moderne Thailands historie.
Den 18. oktober 2023 forlangte familien til den ene page, Chit Singhaseni, sagen genoptaget til en ny retssag. Familien ønsker at søge retfærdighed for de tre tiltalte, som blev henrettet, selvom de var uskyldige. Kong Anandas død blev brugt af politiske fraktioner mod deres fjender. Familien ønsker, at samfundet skal lære om, hvad der skete. Sammen med anmodningen indsendte familiens to repræsentanter – den ene er Pricha Suwannathat, tidligere dekan for Thammasat Universitys juridiske fakultet og et demokratisk parlamentsmedlem – et 500 siders dokument, som de hævdede er nyt bevis.
Der har senere været forskellige teorier fremme, blandt andet i et par nyere kritiske, og i Thailand forbudte bøger (se afsnittet Kritik), samt en teori fra sidst i 1990'erne nævnt i kongens officielle biografi, King Bhumibol Adulyadej, A Life's Work, fra 2012. Her menes en japansk spion, Colonel Tsuji Masanobu – Thailand var i en periode besat af Japan under WWII – som angiveligt havde undgået anklager for krigsforbrydelser, ved at stille sig til rådighed for amerikanerne, skulle have myrdet kong Ananda. Teorien mangler imidlertid motiv. I sit 1979-interview med BBC sagde kong Bhumibol: »Mange mennesker ønskede at avancere, ikke teorier, men fakta, for at rydde op i sagen. De blev undertrykt – og de blev undertrykt af indflydelsesrige mennesker i dette land, eller i international politik.« Bhumibol forklarede at undersøgelserne »beviste, at det ikke var en ulykke, eller ikke et selvmord. Man ved det ikke.«
- Kong Ananda Mahidol (Rama VIII) af Thailand (1944).Kong Ananda Mahidol (Rama VIII) af Thailand (1944).
- Kong Ananda Mahidol (th.) og premierminister Pridi Banomyong underskriver forfatning i 1946.

### Bhumibol, konge af Thailand
Bhumibol Adulyadej var gift med Sirikit (født 1932), og deres ældste søn er tronfølgeren Maha Vajiralongkorn. Derudover har kongeparret en yngre datter, Sirindhorn, med titlen kronprinsesse, men da broderen er ældst, har han førsteret til tronen. Kong Bhumibol Adulyadej var den konge i Thailand, som har siddet længst på tronen, og derudover var han verdens længst regerende, nulevende monark.
I kong Bhumibol Adulyadejs regeringstid har der været ikke mindre end 18 militærkup og 30 forskellige premierministre, og i Thailand, hvor politik til tider har udvist voldsomheder og ført til uroligheder, har kongen udviklet sig til et symbol på stabilitet og kontinuitet. Kong Bhumibol Adulyadej har i thaiernes øjne regeret nærmest pletfrit, og dette har givet ham en unik moralsk tyngde: Når Bhumibol Adulyadej eller Rama IX talte, så lyttede folket til det han havde at sige. Eftersom kongen har været moderat i sin anvendelse af denne evne til at påvirke landet, har befolkningen en meget stærk respekt for ham, så kongen nærmest anses for at være en slags "reservemagt" – som man kan ty' til, når det er ved at gå helt galt.
Bortset fra de kongelige pligter – og de var enorme – blev der alligevel overskud til andre gøremål.

### Musiker
Kong Bhumibol Adulyadej fandt også tog tid til at komponere musik og jamme med nogle af verdens jazzlegender. »Han er simpelthen den fedeste konge i landet,« erklærede den tids store amerikanske jazznavn Lionel Hampton om Bhumibols talent som saxofonist. Et af højdepunkterne ved New York-besøget i 1960, var en to-timers jamsession med Benny Goodman. Desuden spillede kongen også klarinet, trompet og klaver, ofte sammen med sine døtre i eget "kongepalads band".
Stort set selvlært, er Bhumibol krediteret for henved 50 kompositioner , blandt andet en tre-akters ballet, der blev forhåndsopført i Wien, og sange der stadig ofte høres i Thailand, herunder "Falling Rain" og "Candlelight Blues". Seks af hans sange blev inkluderet i en 1950'er Broadway musical "Peepshow", hvor en kritiker beskrev sangen "Blue Night", som en sanselig Beguine ("Begin the Beguine" er en populær sang af Cole Porter).
- Kong Bhumibols saxofon, udstillet på Bangkok National Museum (2017).
- Noder af nogle af kongens kompositioner, der spilles under et arrangement ved Government House (2009).

### Opfinder
Efter at have pillet ved mekanik siden barndommen, og studeret noget videnskab og teknik i Schweiz, fremkom kong Bhumibol med nye opfindelser gennem megen af sin regeringstid, hele 20 patenter og 19 varemærker blev registreret under hans navn, hvoraf nogle opnåede internationale priser. De fleste var relateret til udvikling af landdistrikter, selv om han også har konfigureret et nyt våbenophæng til at montere på helikoptere, og fundet ud af hvordan man kunne forhindre USA's standard M-16 stormgevær under Vietnamkrigen, i at blokere.
Kongen grublede meget over at forebygge de årlige oversvømmelser i Bangkok, og han kom i tanke om et kæledyr fra sin barndom, en abe der gumlede bananer og gemte maden i sine kinder, så den kunne synke godbidderne senere. Kongens "abe kinder"-initiativ udmøntede sig i reservoirer i periferien af Bangkok, som det frembrusende vand blev omdirigeret til, og senere enten skyllet i havet eller anvendt til kunstvanding.
Hans opfindelser omfattede også biobrændstof fremstillet fra palmeolie, og den billige Chaipattana aerator (luftblander), der ligner et skovlhjul på gamle dampere, og kan indsættes i floder, kanaler og moser til at bekæmpe vandforurening. Disse beluftere kan ses overalt i Thailand, også på det kongelige residens i Bangkok. Et europæisk patent, nummer 1491088 2005, beskriver en teknik til podning af skyer, så de kan fremkalde regn over tørkeramte områder. Metoden er døbt super sandwich, da fly spreder miljøvenlige kemikalier til at danne kolde og varme skyer i forskellige højder.

### Kunstner, forfatter og sportsmand
Kong Bhumibol var 8 år, da han som gave fra sin mor, fik sit første kamera – et Coronet Midget (et lille 16mm bokskamera fra Coronet Camera Co. i Birmingham, England) – og siden sås kongen sjældent uden et kamera, hvormed han blandt andet dokumentere alt hvad han så, i sine vedvarende bestræbelser på at forbedre livet for folk i landdistrikterne.
Kongen skabte flere end 60 skulpturer og oliemalerier, der spænder fra traditionelt realistisk til ekspressionistisk og abstrakt. Nogle er markant moderne. Et af dem kaldte han "nedbrydning" (Subversion). »Det er grådighed, vrede og ondskab – jeg malede det med en strikkepind,« fortalte han om billedet.
Bhumibol har også skrevet flere bøger, herunder en om en elsket omstrejfende hund, han adopterede. Historien om Tong Deng, kongens hund, blev til en animationsfilm i 2015.
Som en ivrig sejlsportsmand, indtil helbredet forhindrede ham i de seneste årtier, allierede han sig med en af sine døtre til at vinde en guldmedalje i 1967 i Southeast Asian Peninsular Games. Et år senere, udfordrede han en anden kongelig sømand, Storbritanniens besøgende prins Philip, til en sejlkonkurrence.
- Dronning Sirikt og Kong Bhumibol med kamera og smalfilmsoptager (Nakhon Si Thammarat, 1959).
- Kong Bhumibols maleri af dronning Sirikit, Bangkok National Museum.

### Kongens ophøjede position
Det kan for udlændinge være svært at forstå, den ophøjede position en konge af Thailand har, Bhumibol Adulyadej var ingen undtagelse. Ifølge Brahman-doktrinen er Thailands konge en avatar af de tre mægtige guder: Brahma, Shiva og Vishnu. Eftersom ordet Ramathibodi forekommer i kongens fulde navn, er kong Bhumibol avatar af Vishnu eller Narayana (det højeste absolutte væsen i hinduismen og betragtet som den højeste guddom i vaishnavisme).
At være en royalist i Thailand kan være følelsesmæssigt beroligende, for man er sammen med millioner af ligesindede, der ærer kongen og stadig ærer kong Bhumibol Adulyadej. Man føler sig som et medlem af en gigantisk familie, hvor kongen er "fader". Strengt taget er der ingen gud i buddhismen, religionen for det store flertal af næsten 70 millioner thailændere, måske mange derfor har en længsel efter en gud-lignende figur, der er perfekt og uomtvistelig. Hvis nogen, især thaier, sår tvivl om det idealiserede forhold mellem kongen og hans loyale undersåtter, betragtes de som upatriotiske og utaknemmelige – at være thai, er lig med at være loyal over for kongen. Royalistiske thaier forestiller sig at Kongeriget Thailand er unikt, og betragter afdøde kong Bhumibol som kongernes konge. Sådan forklarede den engelske avis The Guardian, kort efter kongens død. Det er ligesom æren i at tro, at dit favoritfodboldhold er det bedste i verden, og enhver udfordring skal undertrykkes..
Den måske bedste forklaring på kongens position blev givet i en tretimers BBC dokumentar-serie fra 1980 med titlen "Soul of a Nation" (En nations sjæl), hvor tv-holdet i 1979 fulgte den thailandske konge og dronning i deres udførelse af officielle gøremål. Samtidig indeholdt dokumentaren lange passager med spørgsmål til majestæterne og deres børn. En af de mere interessante sekvenser udfoldede sig i kongens private arbejdsværelse, hvor både kong Bhumibol og BBC's interviewer, David Lomax, sad på gulvet, omgivet af kongens radiokommunikations-udstyr. Nogle af spørgsmålene var ikke lige, hvad man forventede, når Lomax for eksempel spurgte: »Tilbringer De meget tid her (i arbejdsværelset) fordi de føler Dem som en ensom mand?« Kongen svarede, nej. Kun få thaier har set Soul of a Nation, men det vil sandsynligvis ændre sig, da både flere sekvenser og hele serien er uploadet til YouTube, og tidligere hærchef, senere premierminister, general Prayuth Chan-o-cha, indgav anmodning til BBC om tilladelse til at udsende en redigeret version af dokumentaren. Der findes allerede en forkortet 23-minutters udgave med thai-undertekster tilgængelig på YouTube.
29 minutter inde i Soul of a Nation forklares om den thailandske trone: "Det er næsten umuligt at overestimere betydningen af det thailandske monarkis religiøse kraft. Kongens trone er symbolet der udtrykker dette. Kongen er over alle. Hans nifoldige parasol indikerer universel beskyttelse. Tronen symboliserer et tredelt univers. Ikke at det er så forskelligt fra middelalderens kristendoms opfattelse, med Helvede, Mellemverdenen ("Middle-earth", hvor menneskene lever) og Himlen. Men den måde hvorpå kristne konger sad på magten er væk, symbolerne her er ganske anderledes. Helvede, Mellemverdenen og Himlen, og ovenpå det hele sidder kongen (af Thailand). Uanset hvor diktatoriske vestlige monarker kunne være, så var filosofien, at kongen selv var underdanig foran Gud. Uanset hvor underdanig en thai konge må være, så er filosofien, at han er guddommelig. Metodologisk set (i bred forstand) sidder kongen ovenpå Universet, som den øverste skaber. Og for mange thailændere møder de sådan en øverste skaber. Ikke underligt at thaierne tilbeder deres konger."
Overalt i Thailand ses billeder af kongen, ikke blot på offentlige husstore tavler, og i alle offentlige kontorer, men adskillige forretninger og private hjem har også kongeparrets billeder på væggen, eller i det mindste kongens – og ofte tillige et billede af kong Chulalongkorn af Siam, Rama V. Mange Thailands-rejsende har angiveligt bemærket små husaltre, ofte en hylde højt placeret lige under loftet, hvor der kan stå en Buddha-figur, men helst en rytter-figur af kong Rama V. Mange har også oplevet, at før ethvert offentligt arrangement, det være sig for eksempel sport, teater eller biografforestilling, spilles kongehymnen, og man rejser sig i respekt til ære for kongen. Aftenens primetime tv-nyheder er en halv time Royal News (Kongelige nyheder), om hvad de kongelige har gjort for nationen i dag.
Som en anekdote kan nævnes bemærkningen fra Berlingskes nekrolog, hvor det fortælles, at da fodboldklubben Leicester City i sommeren 2016 vandt det engelske Premier League fodboldmesterskab, inviterede klubbens thailandske ejer, Vichai Srivaddhanaprabha, hele holdet til Thailand. Her blev første begivenhed et besøg i kongepaladset, hvor målmand Kasper Schmeichel og alle holdkammeraterne måtte følge etiketten og ydmygt strække sig på gulvet i fuld prostration foran et portræt af kong Bhumibol, der på det tidspunkt var indlagt på hospital.
- Phuttan Kanchanasinghat tronen i Grand Palace.
- Overalt i Thailand prydes byerne med store portrætter af kongen.
- Kongens billede flankeret af såvel nationalflag, som det gule kongeflag.
Hver dag har if. thai-tradition sin egen farve, gul er farven for mandag, kongen blev født en mandag.
- Thai Military Bank's bygning i Bangkok med kongens portræt, 2006.
- Alle større forretninger og virksomheder har portrætter af kongen og dronningen, her ophængt i en bank.
- Billeder af kongen og dronningen, som det kan ses i både mange små butikker og private hjem. Her en fødevarebutik i Chumphon.
- En bue i anledning af kong Bhumibols 80-års fødselsdag, Uttaradit, 2008.
- Selv om kongen ikke er til stede, æres hans foto, opsat som et alter (helligdom, eng. shrine), her af premierminister Abhisit Vejjajiva ved en kroningsdags-reception den 5. maj, 2011.

### Kongen og politik
De thailandske konger er, siden enevældens ophør ved revolutionen i 1932, formelt konstitutionelle monarker og har ingen egentlig politisk indflydelse. I de første mange år af sin lange regeringsperiode, blandede kong Bhumibol sig ikke i politik, selv om det antydes i Paul Handleys biografi, The King Never Smiles, at en militærdiktatorer kunne benytte kongen til at profilere sig selv. Ved enkelte lejligheder forsøgte kongen at mægle i forbindelse med politiske uroligheder, fx ved studenteruroligheder i 1973, men ellers distancerede kongen sig fra militæret.
I kølvandet af urolighederne i Cambodja, Laos og Vietnam, udgjorde øget kommunistisk pres, en trussel mod det thailandske monarki og politiske etablissement i midten af 1970'erne, hvilket fik kongen til at sætte mere lid til militæret.:87  Efterfølgende støttede kongen direkte militærkup og beskrev dem, som en manifestation af folkets vilje.:90-1  Efter andre kup spillede kongens en central rolle i landets overgang til et demokratisk system, fx i 1992.
Forud for det demokratiske valg i 2006 bad oppositionen om kongen ville udpege en ny premierminister og regering, i steder for folket skulle vælge. Kong Bhumibol svarede i en tale den 26. april: »At anmode om en kongeligt udnævnt premierminister er udemokratisk. Det er, undskyld mig, noget rod. Det er irrationelt.« Ved militærkuppet senere på året, hvor genvalgte premierminister Thaksin Shinawatra blev afsat, blev det antydet i nogle medier, omtalt som "Finlandsplottet", at militæret tog magten for at beskytte kongehuset.
Da landet vendte tilbage til demokrati i 2007, gav Bhumibol en sjælden tv-transmitteret tale i den øverste forvaltningsdomstol, hvor han advarende sagde: "I har ansvaret for at forhindre landet i at kollapse. Nationen har brug for politiske partier ... I mine tanker har jeg en dom, men jeg kan ikke nævne den ... Uanset hvad vej det går, vil det være dårligt for landet, der vil være fejl.« Under den efterfølgende demokratiske periode var der markante uroligheder, efter nogens mening grænsende til borgerkrig mellem såkaldte gultrøjer, der støttede monarkiet, og rødtrøjer, der favoriserede afsatte premierminister Thaksin Shinawatra – men kongen forblev tavs. Militærkuppet i maj 2014 kom som et tiltrængt stop for urolighederne.

## Tidslinje
Højdepunkter i kong Bhumibol Adulyadej liv og 70 år som regent af Thailand.
- 1927: Bhumibol bliver født den 5. december i Cambridge, Massachusetts, USA, mens hans far studerer medicin på Harvard University.
- 1932: En ublodig revolution i Siam, daværende navn for Thailand, afslutter århundreders absolutte enevælde og landet udråbes som republik. Den regerende Kong Prajadhipok, Rama VII, bliver konstitutionel monark.
- 1933: Efter Bhumibols faders død flytter moderen familien til Schweiz.
- 1935: Storebror Ananda Mahidol bliver udråbt som kong Rama VIII af Thailand, ni år gammel, efter den barnløse kong Prajadhipok, Rama VII, abdicerer grundet uoverensstemmelser med republikkens ny forfatning (Grundlov), som han nægter at underskrive. Landet skifter navn og flag, fra Siam til Thailand.
- 1945: Mahodol-familien flytter tilbage til Thailand.
- 1946: Bhumibols ældre bror, den endnu ukronede kong Ananda Mahidol, Rama VIII, bliver fundet død af skud i sin seng i kongepaladset, angiveligt efter en vådeskudsulykke. Dødsfaldet er forsat omgærdet af mystik og spekulation, men to af paladsets tjenere bliver efterfølgende dømt og henrettet. Bhumibol Adulyadej udråbes efter storebroderens død som kong Rama IX. Bhumibol vender tilbage til Schweitz for at afslutte sine studier.
- 1949: Thailand får en ny forfatning, hvor en række af kongehusets tidligere privilegier og magtbeføjelser genindføres.
- 1950: I Schweiz har Bhumubol mødt datteren af Thailands ambassadør i Frankrig, mom Rajawongse Sirikit (mom er en titel i kongehuset, Sirikit er en fjern slægtning) som han bliver gift med, kort før han bliver kronet som konge. En Broadway Musical anvender hans musik komposition Blue Day.
- 1951: Det første af parrets fire børn fødes den 5. april, prinsesse Ubolratana Rajakanya.
- 1952: Kongen påbegynder det første af adskillige projekter til bekæmpelse af fattigdom, sygdom, miljøødelæggelser, og narkotika smugling. Parrets andet barn fødes den 28. juli, kronprins Maha Vajiralongkorn.
- 1955: Parrets tredje barn fødes 2. april, prinsesse Maha Chakri Sirindhorn, ofte kaldet Phra Thep (Engleprinsesse) og ofte nævnt som nummer to i tronarvefølgen.
- 1957: Feltmarskal Sarit Thanarat tager magten og beholder den i seks år, mens kongen udvikler sig politisk og opnår prestige. Parrets fjerde og sidste barn fødes 4. juli, prinsesse Chulabhorn Walailak.
- 1960: Kong Bhumibol og dronning Sirikit kommer på statsbesøg i Danmark ifm. Europa-rundrejse, og efterfølgende USA.
- 1962: Kong Frederik IX og dronning Ingrid er på statsbesøg i Thailand.
- 1967: Kong Bhumibol og dronning Sirikit besøger USA og Canada, som den sidste af mange udlandsrejser. Kongen giver udtryk for støtte til USA i Vietnam-krigen.
- 1973: Kongen intervenerer for at standse blodbadet under et studenteroprør mod militærets diktatur.
- 1989: Bhumibol bliver verdens længst regerende, nulevende monark.
- 1992: Kongen afslutter blodige sammenstød mellem militærtropper og demokrati-demonstranter, benævnt som Sorte Maj Massakre.
- 1993: En af kong Bhumibols mange idéer, en spildevands luftblander (belufter) opnår patent.
- 2001: Dronning Margrethe og prins Henrik kommer på statsbesøg i Thailand.
- 2004: Kongen er fortaler for en "blid indfaldsvinkel" da militante muslimer i det sydlige Thailand begynder blodige oprør.
- 2006: Kong Bhumibol fejrer sit 60-års regentjubilæum i juni med besøg af kongelige fra 25 lande, fra Danmark deltager prins Henrik. Senere samme år, i september, bliver premierminister Thaksin Shinawatra væltet ved et militærkup, som kongen efterfølgende giver sin tilslutning.
- 2007: Kong Bhumibol indlægges og behandles for en blodprop i oktober måned.
- 2008: I februar genindføres civilt styre, efter knap to års militærstyre. Kronprins Frederik og kronprinsesse Mary kommer på officielt besøg i Thailand. I november måned er der store anti-regerings, pro-monarki protester, der udmunder i blokering af Bangkoks nyåbnede internationale lufthavn, Suwarnabhumi, medfølgende tusinder af strandede turister.
- 2009: Demonstranter stormer mødet Asian Summit i badebyen Pattaya, og premierminister Abhisit Vejjajiva indkalder militæret for at standse uroligheder i Bangkok. I september bliver kongen indlagt, i første omgang for en lungeinfektion.
- 2010: Ugelange gadeprotester mod Abhisits regering ender i voldelige sammenstød, hvor mindst 90 mennesker mister livet.
- 2011: Abhisits politiske parti taber parlamentsvalget i juli til afsatte premierminister Taksin Shinawatras yngre søster, Yingluck Shinawatra, der danner en ny regering. I november måned fortæller en af prinsesserne at kongen lider af stress, angiveligt grundet en oversvømmelses katastrofe i sit land.
- 2014: Hæren afsætter Yinglucks demokratisk valgte regering i maj måned ved et ublodigt kup. General Prayut Chon-ocha tager magten og bliver efterfølgende udnævnt som premierminister.
- 2015: Kong Bhumibol viser sig offentligt for at markere det er 65 år siden han blev kronet, han er i rullestol og bliver kørt fra hospitalet til kongepaladset, Grand Palace, i Bangkok.
- 2016: Bhumibol markerer i juni sit 70-års jubilæum på tronen fra sin hospitalsseng. I august måned stemmer befolkningen "ja" til en ny forfatning, der skal danne grundlag for en kommende civil regering, men samtidig giver militæret udvidede beføjelser, samt ret til at udpege embedsmænd, frem for disse bliver demokratisk valgt. Den 10. oktober proklamerer Det Kongelige Palads, at kongens tilstand er forværret og ustabil. Den 13. oktober lidt før klokken 19, meddeler Kongehuset at kong Bhumibol, omgivet af familien, er sovet stille ind klokken 15:52.
- 2017: Kong Bhumobil kremeres den 26. oktober ved en storslået ceremoni foran Grand Palace i Bangkok.

(Kilder: Associated Press, Berlingske Tidende, Danmarks Radio)

### Fotos af kong Bhumibol relevant til tidslinjen
- 1959: Kong Bhumibol og dronning Sirikit besøger Nakhon Si Thammarat i sydlige Thailand på en af deres mange rejser rundt i nationen.
- 1960: Kong Bhumibol og dronning Sirikit på Europa-rundrejse, der bl.a. gik til Danmark.
- 1960: MS Jutlandia som Bhumibols Kongeskib ved Langeliniekajen i september måned.
- 1960: Kong Bhumibol taler i USAs kongres.
- 1969: USA's præsident Richard Nixon og kong Bhumibol under afrejseceremonien for den amerikanske delegation i Bangkok.
- 2003: Kong Bhumibol møder Ruslands præsident Vladimir Putin i Thailand.
- 2010: Kong Bhumibol ved en koncert på Siriraj Hospital i Bangkok.
- 2012: Kong Bhumibol ved mødet med USA's præsident Barack Obama.
- 2016: Flagene gik på halv stang den 13. oktober, da kongens død blev proklameret, her Forsvarsministeriet i Bangkok.
- 2017: Den kongelige krematorium ved Grand Palace i Bangkok.

## Kritik
Der er blevet udgivet enkelte kritiske, engelsksprogede bøger om det thailandske kongehus under kong Bhumipols regeringstid, The King Never Smiles (Kongen smiler aldrig) af Paul M. Handley i 2006, og A Kingdom in Crisis (Et kongedømme i krise) af Andrew MacGregor Marshall i 2014. Begge bøger forholder sig blandt andet til tronskiftet i 1946, hvor Bhumipols bror, kong Ananda Mahidols (Rama VIII), omkom i kongepaladset, samt det forestående tronskifte. Begge bøger er forbudt i Thailand, i henhold til landets strenge love om majestætsfornærmelse. Overtrædelse af forbuddet kan medfører op til tre års fængsel og en bøde på 60.000 baht (cirka 12.000 DKK).

## Formue
Kongehuset er en af nationens store jordbesiddere og har desuden investeringer i industri, banker og ejendom. Finanstidsskriftet Forbes har siden 2007 angivet kong Bhumibol Adulyadej som verdens rigeste monark, med en formue på 30 milliarder US-dollar, svarende til henved 200 milliarder kroner. Kongehuset har anfægtet opgørelsen og påpeget, at størstedelen af de angivne værdier ikke tilhører kongen, men kongehuset. Forbes forsvarer opgørelsen med, at kongen er den eneste, der reelt disponerer over midlerne, og derfor fastholdt placeringen som nummer 1 på ranglisten, dog nedjusterede man i 2009 fra de oprindeligt opgjorte 35 mia. til 30 mia. USD.
The Crown Property Bureau (Kronens Ejendoms Bureau), CPB, varetager kongehusets besiddelser og investeringer. Herunder hører ca. 1.300 hektar (3.200 acres) jord i Bangkok, hvor mange af de centrale bygninger ligger på jord lejet fra kongehuset, blandt andre de store Indkøbscentre Siam Paragon og Central World, samt for eksempel Four Seasons Hotel Bangkok. Desuden ejes over 5.000 hektar (13.200 acres) jord udenfor byens centrum og rundt om i landet. CPB forvalter i alt omkring 37.000 lejeaftaler, if. bureauets egen 2007-opgørelse.
Herudover forvalter CPB ejerskab af 30,76% af Siam Cement Group Plc. (SCC) til en 2015-kursværdi på 125 milliarder thailandske baht (25 mia. kr.), og 21,29% af Siam Commercial Bank Plc (SCB), Thailands ældste og største bank, til en 2015-kursvære på 86 mia. baht (17 mia. kr.). Desuden ejes betydelige interesser i Deves Insurance og Shin Corporation, sidstnævnte er en af landets største telekommunikationsudbydere, AIS (Advanced Info Service), grundlagt af den i 2006 afsatte premierminister, Taksin Shinawatra. Endelig ejes en større andel i den oprindeligt danske, internationalt kendte entreprenørvirksomhed og rådgivende ingeniørfirma, Christiani & Nielsen, der nu er i thailandsk ejerskab. CPB's årlige indtægter blev i 2004 anslået til at være mindst 5 mia. baht (1 mia. kr.), i 2015 udgjorde aktieudbytter alene mere end 5 mia. baht. CPB er fritaget fra beskatning.
Kong Bhumibol Adulyadej var også ejer af the Golden Jubilee Diamond, den største facetslebne diamant i verden, der i 2014 blev anslået til en værdi mellem 4 millioner og 12 millioner USD (25 - 75 mio. kr.).

## Sygdom og død
Den 9. juni 2016 havde kong Bhumipol siddet på tronen i 70 år, som den længst regerende nulevende monark. Kongens skrantende helbred det foregående årti medførte dog, at han kun sjældent viste sig offentligt, skiftevis boende i Hua Hin, og i perioder med ophold på Siriraj Hospital i Bangkok, hvor hele hans seneste år blev tilbragt. Den 11. oktober meddelte kongehuset (Royal Household Bureau), at kong Bhumipols tilstand var forværret til ustabil, med sænket blodtryk og hurtigere åndedræt. Den 12. oktober om aftenen samledes den kongelige familie på hospitalet. Først på aftenen, kort før klokken 19 (lokal tid) den 13. oktober blev det meddelt, at kong Bhumibol Adulyadej, Rama IX af Thailand, var død. Der blev deklareret officiel sorg i et år (hvilken i september 2017 blev forlænget med 15 dage indtil 27. oktober, 2017, passende med kremerings ceremonien) og landesorg fra 14. oktober, 2016, hvor der skulle flages på halv stang i 30 dage, og alle fest- og underholdningsaktiviteter opfordredes til at holde lukket i den periode. Alle radio og Tv-stationer blev afbrudt, herunder udenlandske Tv-kanaler, og alle sendte synkront det nationale budskab om kongens død, og ændrede fra farver til sort/hvid transmission.
En del aktiviteter var lukket eller begrænset under landesorgen, herunder natteliv. Aflysninger af visse aktiviteter strakte sig 100 dage frem, sorgperiode for offentlige institutioner, til begyndelsen af 2017, og inkluderede blandt andet nytårsfestligheder nogle steder. De fleste forretninger standsede alt salg af alkohol i tre dage. Alle støre indkøbscentre, og mange forretninger og virksomheder, blev landet over dekoreret med sorte og hvide stofbånd i dagene efter kongens død, og almindelige folk klædte sig i sort. Det medførte hurtigt mangel på sort stof, og tilbageværende lagre steg nogle steder i pris, rapporterede nyhedsbureauet Associated Press, der tillige oplyste, at der i Bangkok var opsat gryder med gratis tøjfarve, så folk kunne få farvet deres tøj. Efterfølgende indkøbte Industriministeriet sort tøj direkte fra fabrikker, og solgte det videre til fabriksprisen gennem OTOP (One Tambon, One Product), kommunernes "one stop" servicekontorer, over hele landet.
Kong Bhumipols båre blev dagen efter dødsfaldet flyttet i en storstilet procession fra Siriraj Hospital til Grand Palace, det ældste kongelige palads i Bangkok. Myndighederne anslog at mindst en halv million mennesker stod ved ruten. Den britiske nyhedskanal BBC sagde imidlertid, at "tusinde af thaier var opstillet langs ruten". I forbindelse med de strenge thailandske Lèse majesté-regler (majestætsfornærmelse) bliver alle sociale medier og Tv-kanaler, inklusive udenlandske, overvåget, hvilket medførte at BBC fik afbrudt sit signal til Thailand. BBC bekræftede, at man havde fået signalet fra nyhedsudsendelser afbrudt adskillige gange. Der blev også rapporteret om et par episoder, hvor folk havde skrevet noget negativt på Facebook, hvilket medførte nærmest lynchning situationer i Patong på Phuket, og uden for politistationen i Chaweng på Koh Samui. Thailands justitsminister, Paiboon Kumchaya, sagde til pressen, at selvtægt er den bedste måde at beskytte monarkiet, og at thaier boende i udlandet bør gøre det samme med majestætsfornærmere. Militærjuntaen opfordrede dog folk til at bruge den juridiske proces, snarere end vold. Regeringen ansatte et team til at overvåge eventuel kritik af kongehuset på sociale medier, hvilket kan give op til 15-års fængsel. På to dage fandt man flere end 120 kritiske poster på Google og YouTube, der efterfølgende blev fjernet. Regeringen oplyste at de samarbejdede med sociale medier som Google og Facebook, hvilket Google efterfølgende afviste og henviste til deres brugerbetingelser, samt at der ikke var anderledes betingelser for Thailand, der kan skal indsende en retskendelse til Googles vurdering om fjernelse af krænkende indhold. Den thailandske militær-regering har anklaget 19 borgere bosat i udlandet for majestætsfornærmelse, og anmodet om at få dem udleveret.
Sørgende thailændere i hundredtusindvis rejste til Bangkok for at vise deres elskede, afdøde konge respekt, ved at passere foran urnen i Grand Palace, en ceremoni der fortsatte i næsten et år, med daglig lang kø foran paladset, i alt passerede der 12 millioner forbi.

### Fotos fra sorgperioden
- Det britiske flag på halv stang for afdøde kong Rama IX på Udenrigsministeriets brygning i London (13. oktober, 2016).
- Estland udenrigsminister kondolerer kong Bumibols død (14. oktober, 2016).
- Mange forretninger og indkøbscentre ophørte med at sælge alkohol i tre dage, teksten på sedlen fortæller, at alkoholiske drikke ikke bliver solgt fra nu og indtil 16. oktober, 2016.
- Virksomheder og forretninger, her en bank, hængte sort-hvide sørgebånd på facaden (18. oktober, 2016)
- Sørgeopstilling for den afdøde konge i en bank (18. oktober, 2016).
- Tøjhandlende ændrede straks kollektionen til sort, mange t-shirts er påtrykt tallet "9" i thaiskrift, repræsenterende kong Rama IX (20. oktober, 2016).
- Sort sørgetrøje med tallet 9 i thaiskrift, repræsenterende kong Rama IX, blev solgt overalt.
- Kondolancebog og sørgeplads ved indgangen til et byggemarked (22. oktober, 2016)
- Sørgende thailændere på den kongelige ceremoniplads, Sanam Luang, foran Grand Palace i Bangkok (28. oktober, 2017).
- Sørgeplads ved et tempel (30. oktober, 2017)
- Uddeling af gratis, sorte sørgesløjfer til at sætte på tøjet (30. oktober, 2016)
- Tempelmarked hvor boderne er dekoreret med sort-hvide sørgebånd (30. oktober, 2016)
- Srivichai Witthaya School, til minde om H.M. Kong Bhumibol Adulyadej (1. november, 2016)
- Kondolancebog opstillet i et indkøbscenter (4. november, 2016)
- Kø af sørgende om aftenen foran Chakri Maha Prasat Throne i Grand Palace (6. december, 2016)
- Kø af sørgende begyndte inde på Sanam Luang-ceremonipladsen ved Grand Palace (23. januar, 2017)
- Sørgende i kø foran porten til Grand Palace i Bangkok (23. januar, 2017)
- Sørgende i kø foran indgangen til Grand Palace (23. januar, 2017).
- Sørgende i kø foran Chakri Maha Prasat Throne i Grand Palace (13. februar, 2017).
- Sørgeplads i Wat Phra Sing i Chiang Rai (27. juni, 2017)
- Kø af sørgende med gule blomsterguirlander foran Grand Palace på årsdagen for kong Rama IXs død (13. oktober, 2017)
- Sørgende thailændere lægger gule blomsterguirlander ved kongens billede, opsat mellem Visdomsdøren og Mani no-pparat-porten, ved muren omkring Grand Palace (13. oktober, 2017).

## Kremeringsceremoni
Kong Bhumibols kremeringsceremoni blev afholdt fra 25. oktober til 29. oktober 2017, i en fem dage lang ceremoni, som verden aldrig har set magen til, ifølge BBC og JP Finans. Selve kremeringen fandt sted den 26. oktober om aftenen mellem klokken 22:00 og 23:30. Det gamle kongepalads, Grand Palace, var lukket hele oktober måned. En række andre aktiviteter lukkede ligeledes hele måneden i respekt for kongens kremering, blandt andre alle muay thai (thaiboksning) kampe, da ingen spilleaktiviteter måtte forekomme, og det berømte Full Moon Party og alle øvrige fester og musikaktiviteter på øen Koh Phangan blev ligeledes aflyst. Offentlige institutioner og adskillige virksomheder holdt helt eller delvist lukket den 26. oktober, blandt andet underholdningsindustrien, inklusive biografer og shows, nationens største supermarkedskæder og adskillige indkøbscentre, samt mindst 10.000 normalt døgnåbne nærbutikker (bl.a. 7-Eleven), så de ansatte kunne deltage i sørgearrangementer, der blev afholdt over hele landet. De thailandske medie omtalte det som "dagen hvor nationen gik i stå".
H.K.H. Kronprins Frederik repræsenterede Danmark ved kremeringsceremonien. I 2008 var D.K.H. Kronprinsen og Kronprinsessen på officielt besøg i Thailand, hvor de mødte kong Bhumibol. I alt deltog repræsentanter fra 42 lande. Af andre kongelige blandt andre, dronning Silvia af Sverige, kronprins Haakon Magnus af Norge, dronning Máxima af Nederlandene (Holland), dronning Mathilde af Belgien, dronning Sofia af Spanien, storhertug Guillaume af Luxembourg, prins Andrew af Storbritannien, og prinsesse Margaretha af Luxembourg (prinsesse af Lichtenstein), samt sheikh Thani bin Hamad bin Khalifa Al-Thani af Qatar, kong Jigme Khesar Namgyel Wangchuck af Bhutan og dronning Ashi Jetsun Pema Wangchuck, kong Letsie 3. af Lesotho og dronning Masenate Mohato Seeiso, kong King Tupou VI af Tonga og dronning Nanasipau’u, sultan Nazrin Shah af Perak og Tuanku Zara Salim the Raja Permaisuri (Malaysia), og Prins Akishino Fumihito af Japan og prinsesse Kiko. Desuden en række officielle repræsentanter og egeringsmedlemmer fra andre lande.
Tusindvis af sørgende thailændere klædt i sort havde ventet i kø i flere dage ved de ni indgange til området omkring ceremonipladsen med det 50 meter høje Kongelige Krematorium ved Grand Palace, hvor der var plads til anslået 250.000 gæster. Det nærvedliggende velkendte turistområde, Khao San Road, i den gamle bydel, der normalt okkuperes af primært europæiske turister, blev "overtaget" af omkring 50.000 tilrejsende thailændere, der ville bo så tæt på ceremonien som muligt. Andre sørgende kunne symbolsk lægge sandeltræblomster i de 85 mindre, 22-meter høje krematorie kopipavilloner, fordelt over hele nationen. 
Der var udstedt et strengt kodeks i forbindelse med ceremonien, ikke alene om påklædning, sort tøj, men også om forbud mod farverige genstande, som telefoncovers, og selfie-sticks. Tillige blev der advaret om at afholde sig fra at "drille" eller fnise. Der var imidlertid ingen rapportering om nogen hændelser, og alt forløb i god orden. Medierne måtte ikke livestreame inden for det afgrænsede ceremoniområde og kunne alene anvende den officielle, statslig leveret transmission (alle Tv-kanaler sendte synkront). Fotografer skulle opholde sig på bestemte stande og måtte ikke sende materiale til deres redaktioner. Journalister måtte ikke interviewe de sørgende tilskuere, og var nærmest underlagt en skoleuniform dresscode (eng. high school dress code), hvor mænd skulle have korthåret frisure, og kvinder ikke måtte have farvet hår. Desuden blev droneflyvning i en omkreds af 19 km forbudt under hele perioden, også op til og efter kremeringsceremonien. Alene myndighedernes officielle droneoptagelser fra Royal Ceremonial Division var lovlige, de blev delt på bl.a. YouTube.
Sidst der blev afholdt begravelsesceremoni for en thailandsk konge var i 1950, hvor kong Bhumipols ældre bror, kong Ananda Mahidol, eller Rama VIII, blev kremeret.

### Gamle traditioner og ritualer
Et kongeligt thailandsk begravelsesritual følger adskillige flere hundred år gamle traditioner. Kongens urne (kiste) skal stå i Chakri Maha Prasat Throne, tronsalen i Grand Palace, i 100 dage, men kong Bhumipols båre stod i lidt over 330 dage, hvor flere end 12 millioner sørgende thaier passerede forbi den. Grand Palace, et kompleks af bygninger i hjertet af Bangkok, var officiel residens for Siams konger siden 1872 og indtil 1925, hvor Dusit Palace blev residens, mens Grand Palace i dag anvendes til ceremonielle og officielle formål. Paladset ligger umiddelbart op ad Templet for Den Hellige Jade-Buddha (Temple of the Emerald Buddha), på thai kaldet Wat Phra Kaew, fra 1784. Foran paladset er en cirka 120.000 kvadratmeter stor åben plads, Sanam Luang, der siden kong Rama I (regent 1782-1809) har været benyttet til kongelige ceremonier og kremering (ligbrænding). Pladsens engelske navn er faktisk "the Royal Cremation Ground" (Det Kongelige Ligbrændingsområde). Pladsen bruges tillige siden Rama IV (regent 1851-1868) til Den Kongelige Pløjningsceremoni (Royal Ploughing Ceremony), hvor begyndelsen af risdyrkningssæsonen markeres med en ceremoni, der foretages i flere asiatiske lande. I det daglige bruges pladsen til rekreative formål.
Sidste kongelige kremeringer før denne, blev foretaget i 2012, for kong Rama VIs eneste datter, HKH prinsesse Bejaratana Rajasuda, og i 2008 for kong Bhumibols søster, HKH prinsesse Galyani Vadhana. Til formålet bygges et krematorium i træ – de senere år dog et stålskelet med træ udvendigt – som efterfølgende fjernes igen, da det anses som bad luck (dårlig lykke), at lade konstruktionen stå længere end en måned på Sanam Luang. Det kostbare træ doneres til forskellige templer. Selve ligbålet, Phra Chittakathan, er blevet moderniseret. I dag anvendes elektriske brændere, som første gang blev brugt ved kremeringen af prinsesse Galyani Vadhana i 2008. De blev introduceret på grund af, at der var lige ved at ske et uheld ved kremationen af prinsessens mor, Srinagarindra, i 1996, hvor flammerne næsten kom ud af kontrol og forstyrrede ceremonierne.
Efter buddhistisk tradition er kremeringen et endeligt farvel til afdøde. Flammerne, der tændtes klokken 22 om aftenen, symboliserede den egentlige afslutning på kong Rama IX's regeringstid, der strakte sig over syv årtier, og samtidig begyndelsen på en ny æra under hans udpegede arving, kong Maha Vajiralongkorn Bodindradebayavarangkun, eller Rama X, hvis kroning først kan finde sted, efter at forgængeren er sendt af sted på ligbålet.
Flere af ritualerne ved en thailandsk kongebegravelse, stammer helt tilbage fra Ayutthaya-kongeriget (1351-1767), mens andre traditioners oprindelse er fra Chakri-dynastiets tid, siden 1782 i Bangkok. Tilbage i historien varede en kongelig kremeringsceremoni i 14 dage og 14 nætter, hvor de sidste tre dage var til selve kremeringen, der i gammel tid foregik på et træbål og derfor tog lang tid, en moderne kremering varer få timer. Krematoriet bliver kun benyttet til dette ene formål, hvorefter det adskilles, og det kostbare træ gives til andre tempelbygninger.

### Den kongelige kiste og urne
Ifølge thailandsk tradition, når en kongelig eller en højtstående aristokrat går bort, bliver hans eller hendes krop anbragt i en urne i siddende stilling. Denne langvarige tradition dateres helt tilbage til det antikke Ayutthaya-rige. Urnen, der indeholder afdødes krop, sættes så inden i en større, mere overdådig ydre urne, der angiver afdødes sociale rang. Jo højere hans eller hendes rang i hierarkiet var, jo mere kunstfærdigt er urnen udsmykket, så for konger anvendes det ypperste, en gyldne urne (Phra Ghote Thong Yai). I nyere tid bliver de jordiske rester derimod lagt i en kiste, og urnen bruges alene til at definere den afdødes status. Begravelsen af kong Bhumibol fulgte også denne moderne praksis, hvor den gyldne urne nu alene anvendes symbolsk til konger, dronninger, prinser og prinsesser, samt andre kongelige. På den sidste fase af en kongelige kremeringsceremoni bliver den gyldne urne fjernet og erstattet af en sandeltræurne (Phra Kote Chan) af samme størrelse. Årsagen til man anvender Sandeltræ er, at det dels er en gammel tradition, og dels har træet en aromatisk duft, som kan maskere eventuelle uønskede lugte, når et menneskelegeme bliver brændt.
Både kong Bhumibols kiste og urne var udført i sandeltræ. 100 af nationen bedste træskærere brugte otte måneder på at udskære og samle henholdsvis flere end 30.000 håndskårne træstykker sat sammen til kisten, og mere end 10.000 til den lidt over to meter høje urne. På kisten var der er 132 garuda-figurer, halvt fugl og halvt menneske, hver bestående af 53 stykker træ, mens urnen havde 64 engle til at ledsage den narayana-lignende (det højeste absolutte væsen i hinduismen) konge op til Himmelen.
- Kong Naresuans urne ved begravelsesparade i Ayutthaya, buddhistisk år 2147 (1604/05). Maleri fra Wat Suwan Dararam.
- Kong Chulalongkorns (Rama Vs) urne eleveres op til krematoriepavillonen (1911).

### Ensejrsvognflytter kongens urne
Den kongelige urne flyttes fra Grand Palace på stor forgyldt kongelig sejrsvogn, Phra Maha Phichai Ratcharot (eng. (The Royal Great Victory Carriage), der oprindelig blev bygget i 1795 til Rama I's begravelse, og siden anvendt yderligere 25 gange. Vognen, der bringer "en konge op til himlen", er bygget af træ og vejer 13,7 ton, er 18 meter lang, 11,2 meter høj og 4,8 meter bred. Den trækkes af flere hundrede mænd på en rute fra Grand Palace, rundt om Sanam Luang-ceremonipladsen, og ind til det specialbyggede krematorium, eller Pra Merumas.
- Phra Maha Phichai Ratcharot (The Royal Great Victory Carriage), den forgyldte kongelige sejrsvogn flytter vicekonge Pinklaos urne (1867, yngre bror til Rama IV).
- Phra Maha Phichai Ratcharot (The Royal Great Victory Carriage), den forgyldte kongelige sejrsvogn, der anvendes til at flytte en afdød konges urne fra Grand Palace til krematoriet.
- En kongelige urne Phra Ghote Thong Yai på Phra Maha Phichai Ratcharot (The Royal Great Victory Carriage), den forgyldte kongelige stridsvogn (2012).
- Phra Maha Phichai Ratcharot med HKH prinsesse Bejaratana Rajasudas urne ved kongelig begravelses ceremoni i 2012.
- Phra Maha Phichai Ratcharot (The Royal Great Victory Carriage), den forgyldte kongelige stridsvogn flytter prinsesse Galyani Vadhanas urne til Sanam Luang (2008).

### Kongens lig stjæles om natten
Kong Bhumibols lig blev stjålet natten til den 26. oktober, hvor kremeringsceremonien skulle finde sted fra den følgende morgen. Den kongelige urne i ceremonien blev derfor flyttet fra Grand Palace til krematoriet uden den afdøde konges legeme.
Dette er et af de mere spændende aspekter ved begravelse af en thailandsk konge eller dronning, en tradition kendt som "Luk Phra Sop", der bogstaveligt betyder "stjæl det kongelige legeme", stammende fra Ayutthaya-perioden. Betegnelsen "stjæle" skyldes, at ritualet finder af sted om natten, uden offentligheden kan se det, så derfor annonceres det heller ikke i forvejen. Det indebærer at transportere de jordiske rester af den afdøde konge til kremeringsområdet natten før ceremonien begynder, og eftersom tradition forudsætter at dette skal ske i hemmelighed, offentliggøres der ikke noget tidspunkt på forhånd, og dermed fremkom det uhygge-klingende navn. Traditionen opstod som et middel til at undgå forsinkelser i begravelsesceremonien, hvor transport af regentens lig til krematoriet, samtidig med kongelige processioner fandt sted, kunne forårsage unødige forsinkelser, og dermed også påvirke overgivelsen af de kongelige regalier (privilegier). Derfor begyndte man for en sikkerheds skyld at flytte afdøde til ligbålet allerede om natten. Som et eksempel nævnes, at prins Mahamala Kromphra Bamrab Porapak boede på Na Phra Lan Road, langt fra kremeringspladsen, så til hans begravelse i 1886, blev hans jordiske rester først taget med båd til Wat Phra Chetupon, og derefter til Sanam Luang. Hvis det skulle have foregået i procession på selve kremeringsdagen, ville ceremonien have taget meget længere tid, end ved tidligere ceremonier.
Sørgende tilskuerne, der ventede i kø ved ceremonipladsen, blev vidne til tyveriet af Rama IX's jordiske rester, da en kortege i hurtig fart kørte ind på Sanam Luang, og der blandt køretøjerne var den samme minibus, som havde flyttet afdøde kong Bhumibol den 14. oktober, 2016, dagen efter hans død, fra Siriraj-hospitalet til Grand Palace. Da kongens jordiske rester lå i en kiste, som blev overført allerede om natten, indeholdt Den Kongelige Urne i stedet i stedet en gylden planche med kongens fulde navn og fødselsdato, under ceremonien.

### Det Kongelige Krematorium
Kong Bhumibols krematorium blev større end noget tidligere. Det blev designet som en arkitektonisk version af Himlen, en elegant ni-spiret bygning, der sendte kongens sjæl videre til livet efter døden. Bygningen repræsenterede Mount Meru (Sumeru), Det Himmelske Univers' centrum if. buddhistisk mytologi. Krematoriet indeholdt den mest sublime thailandske kunst og arkitektur, med tårne udsmykket med mytologiske billeder og scener fra den afdøde konges liv. Selve krematoriet var en 50½ høj pavillon. Regeringen beordrede yderligere 85 kopier bygget af krematoriet, som en 22½ meter høj pavillon, der blev fordelt blandt alle nationens 76 provinser, samt ni i Bangkok, så folk kunne vise den afdøde konge respekt. 61 millioner sandeltræblomster (kunstige blomster udskåret af sandeltræ) uddeltes af kongehuset til sørgende skarer, så de symbolsk kunne lægge dem i replikapavillonerne i respekt for den afdøde konge.
Med århundred gammel overbevisning om guddommelige konger, tror mange thaier, at kong Rama IX nu er i himlen, efter den kongelige kremering. Thailands konge anses som en reinkarnation af en gud. Når han forlader sin afslutning på jorden, siges han at vende tilbage til sin himmelske bolig på Mount Sumeru.
Et beløb på 90 mio. USD (noget over en halv mia. DKK) var afsat til begravelsen, hvis lige aldrig tidligere var set i Thailand. Selve krematoriet blev af BBC angivet at koste 1 mia. baht (ca. 200 mio. DKK). Et kongeligt krematorium bliver kun benyttet til dette ene formål, hvorefter det adskilles, og det kostbare træ gives til andre tempelbygninger. Det anses som bad luck, hvis et kongeligt krematorium står længere end 30 dage efter ceremonien.
Kong Rama IX's krematorium og øvrige ceremonipavilloner på Sanam Luang-pladsen blev dog stående i mere end en måned, og fra 2. november til 31. december (2017) anvendt som udstilling om kong Bhumibols liv, da kong Vajiralangkorn, grundet overvældende interesse for at besøge stedet, forlængede perioden med en måned til i alt to måneder. Der var adgang for 5.000 besøgende i timen mellem 7 morgen og 22 aften, som var tilladt at bruge 15 min. ved krematoriet og 45 min. til udstilling i seks haller, så i alt 104.000 personer kunne besøge stedet på en dag. Gæsterne fordeltes med daglig adgang for 80.000 voksne, 15.000 studerende, 500 munke, 500 ældre og handikappede, samt 8.000 udenlandske turister. Der var tillige en streng dresscode. Prinsesse Sirindhorn åbnede udstillingen om Landsfaderen (Father of the Land) den 2. november. Flere end fire millioner besøgende nåede at gæste krematorium og udstilling. Nedtagningen af konstruktionen påbegyndtes i januar 2018, med først den ni-fold kongelige parasol, og derefter i perioden fra 11. januar frem til 15. marts, hvorefter ceremonipladsen atter blev tom. De flere end 300.000 blomster blev efter ordre fra kong Rama X flyttet til det kongelige palads, hvor en vinter festival blev afholdt. Dele af selve krematoriumpavillonen, der var udført med traditionelt træudskæringshåndværk, som ikke var set i årtier, blev bevaret og flyttet til et nybygget museum i Pathum Thani-provinsen, forventet åbnet i 2020.
- Model af Rama IXs krematorium, fra udstillingen (02-11-2017).
- Kong Bhumibols krematorium blev færdigbygget den 19. oktober, 2017, ca. en uge før kremeringsceremonien. Øverst prydes spiret af den kongelige 9-foldige parasol.[85]
- Kong Bhumibols krematorium på Sanam Luang med den 50 m. høje center-pavillon (21-10-2017).
- Nobbapadol Maha Svetachatra, ni-foldig hvid parasol på spiret af Bhimubols krematorium (21-10-2017).
- Det kongelige krematorium (phra merumas) efter åbning for besøgende (21-11-2017).
- Det kongelige krematorium (phra merumas) efter åbning for besøgende (21-11-2017).
- Figurer ved foden af de centrale krematoriepavilloner (21-11-2017)
- Udsmykningen neden for krematoriepavillonerne (21-11-2017).
- Udsmykningen neden for krematoriepavillonerne (21-11-2017).
- Skulpturer af kong Bhumobols elskede hunde, Cao Cao og Tong Daeng, som kongen skrev en bog om, der senere blev filmatiseret. Foto fra udstillingen i krematoriekomplekset om kongens liv (02-11-2017).
- En af de 86 ens krematorium replikaer, her ved GLO (Det Kongelige Lotterikontor) i Bangkok.
- En af de 86 ens krematorium replikaer, her ved Bangkoks rådhus.

### Blomster til kongen
I mere end 500 år er et midlertidigt krematorium blevet bygget til kongelige begravelser, ikke alene som den højeste æresbevisning til den en afdød konge, dronning, prins eller prinsesse, men også for at bevare gamle traditioner. En af disse er traditionen med at udskære grøntsager som blomster, til dekoration af det kongelige krematorium, håndskårne kunstige blomster fremstillet af banastilke, kendt som Phra Chittakathan på thai, der oprindeligt tillige havde som formål at forhindre flammerne fra ligbålet i at sprede sig udad.
Kunstige blomster, dok mai chan, foldes også af det duftende kalamettræ (mansonia gagei), lokalt kendt som mai chan hom, men da træet nu er beskyttet under skovbrugsloven, anvendes i stedet majsblade. Den eneste kalamet-træ, der blev brugt til kong Bhumibols begravelse, fremstod sparsomt i selve krematoriestrukturen. Egentligt var det kalamets tiltalende duft og lyse farve, der menes at betegne renhed, der gjorde træet til et oplagt valg ved kongelige begravelser, også som brænde, men efter kongerne Rama V's og Rama VI's kremeringer stod det klart, at træerne var blevet så knappe, at prins Damrong Rajanubhab (1862-1943), grundlæggeren af det moderne thailandske uddannelsessystem, besluttede kalamet skulle bevares, og i stedet fandt han på den kunstige blomst, dok mai chan. Han lod kalamet træet barbere i tynde skiver, så det kunne formes til en blomst, som folk kunne binde en røgelsespind og et stearinlys til stilken af, og brænde ved begravelser. Dengang vidste enhver adelskvinde, hvordan man lavede dok mai chan fra kalamet, og hun opbevarede altid et stykke af træet i en tætlukket kasse, så det bevarede sin duft, og kunne skære lige nok tynde skiver af til en begravelsesceremoni, og gemme resten af træet til senere. Almindelige folk havde imidlertid ikke kalamet og de brugte i stedet majsblade. Ethvert buddhistisk tempel har en beholdning af kunstige majsbladsblomster liggende på lager til begravelser. Blomsterne kan være af syv typer: påskelilje (daffodil), lilje, orkidé, rose, bomuldsrose, kinesisk rose, eller petit kinesisk rose.
En anden blomst udskæres af sandeltræ, der har en aromatisk duft. Til kong Buumibol var det især som Dararat blomster (påskelilje), dare = stjerne og rat = juvel, som var kong Bhumibols yndlingsblomst, fra sin ungdom i Schweitz, hvor han ofte gav dem til sin forlovede, senere dronning Sirikit. Det er sædvanligvis en blomst, der gives til en elsket, men der forventes intet til gengæld, og blomsten symboliserer tillige håb, tapperhed og ære. Sandeltræsblomster blev uddelt i millionvis den 26. oktober (2017) til ceremoniel afbrænding ved 878 officielle sørgepladser, ved blandt andet templer og 85 krematoriereplika. Frivillige over hele nationen begyndte allerede fra maj måned at folde kunstige blomster af såvel majs som sandeltræ. Indkøbscentre og virksomheder arrangerede blomsterfoldning for både frivillige og ansatte. Danske Pandoras 12.400 ansatte på virksomhedens to smykkefabrikker i Thailand, gav for eksempel 12.999 (et lykketal) dararet-blomster (kunstige påskeliljer) til kremeringsceremonien.

- Gule blomsterdekorationer blev opsat foran mange virksomheder i dagen op til kong Rama IXs begravelse, her foran indgang til et indkøbscenter (16-10-2017).
- Hvor der tidligere var billeder af kong Rama IX og hvide blomster, blev der op til begravelsen dekoreret med gule blomster (16-10-2016).
- Gul blomster og kong Rama IXs portræt, med blomster som thai-tegnet for "9", ved BangBon i Bangkok (28-10-2017).
- Højt rangerende embedsfolk ofrer symbolsk sandeltræblomster til ex-konge Rama VII (1950, kongen døde i eksil i Storbritannien og blev kremeret der).
- Højt rangerende embedsfolk ofrer symbolsk sandeltræblomster til dronningkonsort af Siam Savang Vadhana (1956).
- Sørgende thailændere ofrer sandeltræblomster til dronningkonsort af Siam Savang Vadhana (1956).
- Folk ofrer symbolsk sandeltræblomster til kong Bhumibol ved et krematorie-replika den 26. oktober, 2017 (Nagarabhiromya Park, Maharat Road, nær ved Grand Palace, Bangkok).
- Sørgende i kø ved et af de 878 officiel steder, der kunne ofres sandeltræblomster den 26. oktober, 2017 (Wat Plai Laem, Koh Samui).
- Folk ofrer symbolsk sandeltræblomster til kong Bhumibol den 26. oktober, 2017, ved et af de 878 officiel steder (Wat Plai Laem, Koh Samui).

### Ceremoni og kongens aske
Kong Bhumibols kremering var planlagt til at vare i fem dage. Kong Maha Vajiralongkorn, eller Rama X, ledede ceremonierne, som millioner af thaier fulgte på Tv. Foruden selve ceremonipladsen med Det Kongelige Krematorium, havde sørgende muligheden for at deltage i ceremonier ved de 85 replikapavilloner, en i hver af nationens 76 provinser, og yderligere ni i Bangkok-området. Overalt i landet var folk klædt i sort, og mange lokale templer afholdt en ceremoni, hvor folk stod i lange køer for at komme ind og lægge en sandeltræblomst, tillige kunne Tv-transmissionen følges på storskærme.
Den første dag, den 25. oktober, var med ceremonier i Dusit Maha Prasat Throne Hall i Grand Palace. Om natten blev kongens lig stjålet fra tronsalen.
Den næste dag, den 26. oktober, flyttedes kongens urne fra Chakri Maha Prasat-tronsalen til det kongelige krematorium på Sanam Luang. Der blev foretaget tre ceremonielle ture med urnen rundt om ceremonipladsen, mens folk stod i tavshed langs ruten og alene musikken, der fulgte den kongelige procession, kunne høres. I den første procession blev urnen stillet på en Phra Yannamas Sam Lam Khan (the Golden Palanquin with Three Poles, da. en bærestol med tre stokke) med 60 tjenere til at bære stokkene. Processionen blev fulgt af HM kong Maha Vajiralongkorn, hans yngre søster HKH prinsesse Maha Chakri Sirindhorn, og hans døtre HKH prinsesse Bajrakitiyabha og HKH prinsesse Sirivannavari Nari-ratana. På den næste runde omkring ceremonipladsen stod urnen på Phra Maha Phichai Ratcharot-vognen, i en procession med 2.406 soldater. På den tredje og sidste runde stod urnen på en kanonlavet, mens kanonskud saluterede processionen. Derefter blev urnen eleveret til krematorieplatformen i den 50-meter høje centerpavillon, hvor kongen viste sin far respekt og forlod ceremonien, for at vente tilbage senere på aftenen.
Selve ligbrændingen fandt sted klokken 22 om aftenen. Tv-transmission blev dog uventet afbrudt da kremeringen begyndte. Pressen fik besked om, at kong Vajiralongkorn havde besluttet, at kremeringen skulle være en privat eksklusiv begivenhed for medlemmer af den kongelige familie, som det er kutyme efter thai buddhistisk tradition, hvor gæster kun må deltage i en symbolsk kremering, i dette tilfælde brænding af sandeltræblomster i krematoriumreplika. Under de seneste kongelige begravelser, herunder kong Bhumibols mor og søster, havde man imidlertid tilladt offentligheden at følge kremeringen på Tv. Folk der stod omkring ceremonipladsen kunne dog se røgen stige op over krematoriumpavillonen omkring klokken 22:30, hvor stilheden blev brudt af grædende tilskuere, mens dansere på scenen udførte det endelige farvel og sendte den afdøde konges sjæl med røgen op til Himlen. Ifølge gammel tradition, der går helt tilbage til Ayutthaya-æraen (1351-1767)), var begyndelse af offentlige forestillinger (fx dans, som her) signal om officiel afslutning af sorgperioden. Myndighederne meddelte dog, at sorgperioden først sluttede den 29. oktober.
Flere end 19 mio. thailændere, heraf knap 3 mio. i Bangkok, samledes over hele nationen på 878 officielle steder (bl.a. templer), inklusive de 85 krematorium-pavillonreplika, hvor de lagde sandeltræblomster (til afbrænding) som en sidste hyldest til den afdøde konge.
På tredjedagen, den 27. oktober, udførtes ceremonien hvor kongens aske og relikvier (større rester efter kremeringen) blev samlet af kong Vajiralongkorn om morgenen i krematoriet. Ligresterne blev formet som en menneskelig figur (almindelig thai-buddhistisk skik efter kremering) og derefter indhyllet i stof, mens ni mens munke messede bønner. Derefter fordelte kong Vajiralongkorn relikvierne i seks urner, heraf fem til den afdøde konges nærmeste familie – kong Rama X, (enke)dronning Sirikit, prinsesse Sirindhorn, prinsesse Chulabhorn og prinsesse Ubolratana – mens den sjette, og vigtigste urne overførtes til Chakri Maha Prasat-tronsalen i Grand Palace. Asken blev fordelt i to kegleformede beholdere og midlertidigt ført til Wat Phra Kaew, Templet for Den Hellige Jade-Buddha.
På fjerdedagen, den 28. oktober, afholdtes en ceremoni i tronsalen, hvor der vistes respekt for kongens relikvier, og den sidste dag, den 29. oktober, serveredes der mad for munkene i tronsalen, mens kongens aske placeredes permanent i templerne Wat Ratchabophit og Wat Bowon Niwet, hvilket blev afslutning på såvel kremeringsceremoni som sorgperiode. De kongelige relikvier beholdes i Chakri Maha Prasat-tronsalen, i Grand Palace.
- Phra Yannamas Sam Lam Khan (The Golden Palanquin with Three Poles) klar til at bære kong Rama IXs urne i den første procession.
- Kong Bhumibols urne på Phra Yannamas Sam Lam Khan (the Golden Palanquin with Three Poles) i den første procession.
- Rama IXs krematorium om aftenen (02-11-2017).
- Rama IXs krematorium om aftenen (02-11-2017).
- Et af de 86 ens krematorie replikaer, her ved Dusit Palace i Bangkok.
- Sortklædte thailændere i kø ved et af de 878 symbolske kremerings-arrangementer den 26. oktober (2017), her ved Central Plaza i Bangkok.
- Uddeling af sandeltræblomster ved et af de 878 symbolske kremerings-arrangementer den 26. oktober (2017), her ved Central Plaza i Bangkok.
- Folk ofrer symbolsk sandeltræblomster til kong Bhumibol ved en krematorie-replika den 26. oktober, 2017 (Nagarabhiromya Park, Maharat Road, nær ved Grand Palace, Bangkok).

## Tronskifte
Den stille magtposition, som kong Bhumibol var i besiddelse af, var ikke noget der kunne arves, men en evne han havde oparbejdet gennem et langt aktivt liv. Der havde derfor været stiltiende bekymring i Thailand over arverækkefølgen, da mange havde bange anelser om kronprins Vajiralongkorn evner om, at leve op til sin fars udøvelse af kongerollen. Gennem længere tid havde man spekuleret i, hvorvidt Vajiralongkorn kunne blive landets næste konge, og det ansås også som et åbent spørgsmål, eftersom arvefølgen i Thailand ikke er endeligt fastsat, men afgøres af de 19 medlemmer, der sidder i Thailands Kongelige Råd (Statsrådet). Det var mest i udenlandske medier spekulation kom til orde, på grund af Thailands strenge lèse majesté (majestætsfornærmelse) lov. Der var forlydender om at prinsesse Maha Chakri Sirindhorn også havde fået titel af kronprinsesse, og derfor kunne være en mulig efterfølger, da hun blev indsat som nummer to i arvefølgen efter kronprinsen, den 5. december 1977 med titlen "Siam Boromrajakumari" (eng. Princess Royal of Siam, da. Kongelig prinsesse af Siam), hvor kvindelig arvefølge blev muliggjort. Førstefødte barn, prinsesse Ubolratana Rajakanya, blev (efterfølgende) borgerligt gift med amerikaneren Peter Ladd Jensen og var derfor ikke arvtager til tronen. Nogle udenlandske medier oversatte thai-titlen til kronprinsesse (Crown Princess), mens andre anså det som en fejloversættelse, der fortsat kun er prinsesse. De udenlandske, uofficielle forlydender om, at den folkeligt populære prinsesse Sirindhorn kunne være en mulig kandidat til at overtage tronen, blev nedtonet efter militærkuppet i 2014. Premierminister Prayut Chan-ocha, der ledede militær-regeringen efter 2014-statskuppet, blev i flere udenlandske medier blevet citeret for, at formålet med kuppet blandt andet var, at sikre et fredeligt tronskifte.
Umiddelbart efter kong Bhumibols død var offentliggjort kort før klokken 19 lokal tid, den 13. oktober, 2016, meddelte premierminister, Prayout Chan-ocha klokken 19:13 (lokal tid), at Thailands næste konge blev kronprins Maha Vajiralongkorn, Kong Rama X, som udnævnt af kong Bhumipol den 28. december 1972. Prayuth Chan-o-cha udråbte den ny konge efter "Le roi est mort, vive le roi"-traditionen med: »Kære alle thaifolk, hans majestæt kong Bhumibol Adulyadej, den niende i hans dynasti, er død. Længe leve hans majestæt, den ny regerende konge.« Tre timer senere oplyste nyhedsbureauet AP, at kronprinsen bad om udsættelse af tronskiftet, så han kunne sørge i fred sammen med resten af nationen.
I princippet havde Thailand derfor ingen regent efter kongens død, hvorfor statsrådsformanden, den (dengang) 96-årige general Prem Tinsulanonda, overtog den royale lederrolle som Regent pro tempore indtil en ny regent kunne indsættes. General Prem Tinsulanonda var en magtfuld, ledende skikkelse i thailandsk politik siden 1980, som premierminister indtil 1988, og formand for Statsrådet siden 1998. Paragraf 2 i den foreløbige forfatning henviste til tronskifte reglerne i 2007-forfatningen, der ellers blev skrottet ved militærkuppet i 2014. Artikel 23 her sagde, at "I det tilfælde, hvor tronen bliver ledig og kongen allerede har udnævnt sin tronfølger under Paladsets Arveret, BE 2467, skal Ministerrådet underrette formanden for Statsrådet. Formanden skal derefter indkalde Nationalforsamlingen for bekræftelse og indbyde en sådan arving til at bestige tronen og proklamere vedkommende som Regent". Statsrådet havde et kort møde efter kongens død om aften, hvor man i stilhed ærede kongen, men ellers ikke kom med nogen udtalelser. Udenlandske medier nævnte, at den ellers så magtfulde general Prem tidligere havde begunstiget den populære prinsesse Sirindhorn som tronfølger, men den regerende militærjunta favoriserede kronprins Vajiralongkorn, på trods af bekymringer om han evnede at leve op til kongehvervet. Dette mentes at skyldes afsatte, og nu i eksil, tidligere premierminister, milliardæren Thaksin Shinawatra, som rev det politiske regelsæt itu og viste sig dygtig til at danne nyttige alliancer. General Prem meddelte senere, at han havde haft en audiens med kronprinsen i den kongelige residens, Dusit Palace, hvor kronprinsen bekræftede at han ville varetage sine kongelige forpligtelser i forbindelse med den forestående begravelsesceremoni. Samtidig afviste kronprinsen at bestige tronen som Rama X på daværende tidspunkt, men vente indtil han fandt det rette tidspunkt. Premierminister Prayut Chan-ocha sagde, at en kroning ville kunne finde sted efter begravelsen. En thailandsk kongelig begravelse (kremering) tager traditionelt ganske lang tid, op til et år eller længere (det tog fire år før kong Rama VIII's kremeringsceremoni fandt sted), de første 100 dage skal kongens urne (kiste) stå i Grand Palace i Bangkok.
Den 29. november, 2016, blev Virajalongkorn officielt proklameret som kong Rama X af Thailand. Ceremonien fandt sted i den Nationale Lovgivende Forsamling (NLA, National Legislative Assembly) og var første skridt på vejen til at bestige tronen. Men kong Vajiralongkorn afstod at påtage sig samtlige kongelige funktioner som en monark af Chakri-dynastiet indtil hans officielle kroning, en omfattende religiøs ceremoni, der finder sted efter kremeringen af hans afdøde far, kong Bhumibol Adulyadej, Rama IX af Thailand, i oktober 2017. Hans første officielle pligt som ny konge var statslige ceremonier den 5. december, der fejres som både National Dag, Fars dag og fødselsdag for nu afdøde kong Bhumibol. Den 1. december meddelte generaldirektøren for Public relations ved Kontoret for Hans Majestæts Principale Private Sekretær, at det officielle navn på den nye konge på thailandsk og engelsk er, Hans Majestæt Kong Maha Vajiralongkorn Bodindradebayavarangkun. Om aftenen meddeltes det af alle guvernører i hele landet, og templernes munke messede Chaimongkon-bønner til gonger, i anledning af Thailand havde fået en ny konge. Vicepremierminister Wisanu Krea-Ngam sagde, at Thaierne skulle vente med at udskiftet afdøde kong Bhumipols billeder med den ny konges, samt at general Prems opgave som Regent pro tempore hermed var afsluttet.

## Titler og navn
- 5. december 1927 – september 1929: Hans Højhed Prins Bhumibol Adulyadej
- September 1929 – 10. juli 1935: Hans Kongelige Højhed Prins Bhumibol Adulyadej
- 10. juli 1935 – 9. juni 1946: Hans Kongelige Højhed Prins Bhumibol Adulyadej, prinsebroderen
- 9. juni 1946 – 13. oktober 2016: Hans Majestæt Kongen
- 13. oktober 2016 – 4. maj 2019: Hans Majestæt Kong Bhumibol Adulyadej
- 4. maj 2019 –  : Hans Majestæt Kongefader Bhumibol Adulyadej Store Konge (Maha Raja)[106]

Kong Bhumibol Adulyadejs fulde thailandske titel var "Phra Bat Somdet Phra Paraminthra Maha Bhumibol Adulyadej Mahitalathibet Ramathibodi Chakkrinaruebodin Sayamminthrathirat Borommanatthabophit" (thai: พระบาทสมเด็จพระปรมินทรมหาภูมิพลอดุลยเดช มหิตลาธิเบศรรามาธิบดี จักรีนฤบดินทร สยามินทราธิราช บรมนาถบพิตร;  lyt ?), som blev brugt i juridiske dokumenter, i generelle dokumenter blev titlen forkortet til "Phra Bat Somdet Phra Paraminthra Maha Bhumibol Adulyadej Sayamminthrathirat Borommanatthabophi" eller blot "Phra Bat Somdet Phra Paraminthra Maha Bhumibol Adulyadej".
Den direkte oversættelse af titlen var:
- Phra — et 3. person personligt pronomen, som refererer til personen med en meget højere status end taleren, og betyder "fremragende" generelt. Ordet stammer fra sanskrit vara ("fremragende").
- Bat — "fod", fra sanskrit pāda.
- Somdet — "hersker", fra khmer samdech ("excellence").
- Paraminthra — "den store", fra sanskrit parama ("stor") + indra ("leder").
- Maha — "stor", fra sanskrit maha.
- Bhumibol — "landets styrke", fra sanskrit bhūmi ("land") + bala ("styrke").
- Adulyadej — "uforlignelige magt", fra sanskrit atulya ("uforlignelig") + teja ("magt").
- Mahitalathibet — "søn af Mahidol".
- Ramathibodi — "Rama, avataren af guden Vishnu for at blive den store hersker", fra sanskrit rāma + adhi ("stor") + patī ("præsident").
- Chakkrinaruebodin — "Leder af folket, der er fra Huset Chakri", fra sanskrit cakrī + naṛ ("mænd") + patī ("præsident").
- Sayamminthrathirat — "den store konge af Siam", fra sanskrit Siam (tidligere navn for Thailand) + indra ("leder") + adhi ("stor") + rāja ("kong").
- Borommanatthabophit — "the Royalty who is the Great Shelter", from Sanskrit parama ("great") + nātha ("the one who others can depend on" or "Power/Right") + pavitra ("royalty").

## Børn
| Navn                             | Fødsel        | Ægteskab Dato \| Ægtefælle               | Ægteskab Dato \| Ægtefælle | Deres børn                         | Deres børnebørn                  |
| -------------------------------- | ------------- | ---------------------------------------- | -------------------------- | ---------------------------------- | -------------------------------- |
| Prinsesse Ubolratana Rajakanya   | 5. april 1951 | 29. juli 1981 Skilt 1998                 | Peter Ladd Jensen          | Ploypailin Jensen                  | Maximus Wheeler Leonardo Wheeler |
| Prinsesse Ubolratana Rajakanya   | 5. april 1951 | 29. juli 1981 Skilt 1998                 | Peter Ladd Jensen          | Poom Jensen                        |                                  |
| Prinsesse Ubolratana Rajakanya   | 5. april 1951 | 29. juli 1981 Skilt 1998                 | Peter Ladd Jensen          | Sirikitiya Jensen                  |                                  |
| Kronprins Maha Vajiralongkorn    | 28. juli 1952 | 3. januar 1977 Skilt 12. august 1991     | Soamsawali Kitiyakara      | Prinsesse Bajrakitiyabha           |                                  |
| Kronprins Maha Vajiralongkorn    | 28. juli 1952 | 1994 Skilt 1996                          | Yuvadhida Polpraserth      | Prins Juthavachara Mahidol         |                                  |
| Kronprins Maha Vajiralongkorn    | 28. juli 1952 | 1994 Skilt 1996                          | Yuvadhida Polpraserth      | Prins Vacharaesorn Mahidol         |                                  |
| Kronprins Maha Vajiralongkorn    | 28. juli 1952 | 1994 Skilt 1996                          | Yuvadhida Polpraserth      | Prins Chakriwat Mahidol            |                                  |
| Kronprins Maha Vajiralongkorn    | 28. juli 1952 | 1994 Skilt 1996                          | Yuvadhida Polpraserth      | Prins Vatchrawee Mahidol           |                                  |
| Kronprins Maha Vajiralongkorn    | 28. juli 1952 | 1994 Skilt 1996                          | Yuvadhida Polpraserth      | Prinsesse Sirivannavari Nariratana |                                  |
| Kronprins Maha Vajiralongkorn    | 28. juli 1952 | 10. februar 2001 Skilt 11. december 2014 | Srirasmi Suwadee           | Prins Dipangkorn Rasmijoti         |                                  |
| Prinsesse Maha Chakri Sirindhorn | 2. april 1955 | Aldrig gift                              | Aldrig gift                | Aldrig gift                        | Aldrig gift                      |
| Prinsesse Chulabhorn Walailak    | 4. juli 1957  | 1982 Skilt 1996                          | Virayudh Tishyasarin       | Prinsesse Siribhachudhabhorn       |                                  |
| Prinsesse Chulabhorn Walailak    | 4. juli 1957  | 1982 Skilt 1996                          | Virayudh Tishyasarin       | Prinsesse Adityadhornkitikhun      |                                  |

## Anetavle
| \| \| \| \| \| \| \| \| \| \| \| \| \| \| \| \| \| \| \| \| 16. Phra Phutthaloetla (Rama II) (=20.) \| \| \| \| \| \| \| \| \| \| \| \| \| \| \| \| \| \| \| \| \| \| \| \| \| \| \| \| \| \| \| \| \| \| \| \| \| \| \| \| \| \| \| \| \| \| \| \| \| \| \| \| \| \| 8. Mongkut (Rama IV) (=10.) \| \| \| \| \| \| \| \| \| \| \| \| \| \| \| \| \| \| \| \| \| \| \| \| \| \| \| \| \| \| \| \| \| \| \| \| \| \| \| \| \| \| \| \| \| \| \| \| \| \| \| \| \| \| 17. Sri Suriyendra (=21.) \| \| \| \| \| \| \| \| \| \| \| \| \| \| \| \| \| \| \| \| \| \| \| \| \| \| \| \| \| \| \| \| \| \| \| \| \| \| \| \| \| \| \| \| \| \| \| \| \| \| \| \| \| \| 4. Chulalongkorn (Rama V) \| \| \| \| \| \| \| \| \| \| \| \| \| \| \| \| \| \| \| \| \| \| \| \| \| \| \| \| \| \| \| \| \| \| \| \| \| \| \| \| \| \| \| \| \| \| \| \| \| \| \| \| \| \| 18. Sririwongse, the Prince Matayaphithak (grandson of 16) \| \| \| \| \| \| \| \| \| \| \| \| \| \| \| \| \| \| \| \| \| \| \| \| \| \| \| \| \| \| \| \| \| \| \| \| \| \| \| \| \| \| \| \| \| \| \| \| \| \| \| \| \| \| 9. Debsirindra \| \| \| \| \| \| \| \| \| \| \| \| \| \| \| \| \| \| \| \| \| \| \| \| \| \| \| \| \| \| \| \| \| \| \| \| \| \| \| \| \| \| \| \| \| \| \| \| \| \| \| \| \| \| 19. Mom Noi Siriwongse Na Ayudhaya \| \| \| \| \| \| \| \| \| \| \| \| \| \| \| \| \| \| \| \| \| \| \| \| \| \| \| \| \| \| \| \| \| \| \| \| \| \| \| \| \| \| \| \| \| \| \| \| \| \| \| \| \| \| 2. Mahidol Adulyadej \| \| \| \| \| \| \| \| \| \| \| \| \| \| \| \| \| \| \| \| \| \| \| \| \| \| \| \| \| \| \| \| \| \| \| \| \| \| \| \| \| \| \| \| \| \| \| \| \| \| \| \| \| \| 20. Phra Phutthaloetla (Rama II) (=16.) \| \| \| \| \| \| \| \| \| \| \| \| \| \| \| \| \| \| \| \| \| \| \| \| \| \| \| \| \| \| \| \| \| \| \| \| \| \| \| \| \| \| \| \| \| \| \| \| \| \| \| \| \| \| 10. Mongkut (Rama IV) (=8.) \| \| \| \| \| \| \| \| \| \| \| \| \| \| \| \| \| \| \| \| \| \| \| \| \| \| \| \| \| \| \| \| \| \| \| \| \| \| \| \| \| \| \| \| \| \| \| \| \| \| \| \| \| \| 21. Sri Suriyendra (=17.) \| \| \| \| \| \| \| \| \| \| \| \| \| \| \| \| \| \| \| \| \| \| \| \| \| \| \| \| \| \| \| \| \| \| \| \| \| \| \| \| \| \| \| \| \| \| \| \| \| \| \| \| \| \| 5. Savang Vadhana \| \| \| \| \| \| \| \| \| \| \| \| \| \| \| \| \| \| \| \| \| \| \| \| \| \| \| \| \| \| \| \| \| \| \| \| \| \| \| \| \| \| \| \| \| \| \| \| \| \| \| \| \| \| 22. Luang Asasamdaeng (Taeng Sucharitakul) \| \| \| \| \| \| \| \| \| \| \| \| \| \| \| \| \| \| \| \| \| \| \| \| \| \| \| \| \| \| \| \| \| \| \| \| \| \| \| \| \| \| \| \| \| \| \| \| \| \| \| \| \| \| 11. Piam Sucharitakul \| \| \| \| \| \| \| \| \| \| \| \| \| \| \| \| \| \| \| \| \| \| \| \| \| \| \| \| \| \| \| \| \| \| \| \| \| \| \| \| \| \| \| \| \| \| \| \| \| \| \| \| \| \| 23. Thao Sucharitthamrong (Nak Sucharitakul) \| \| \| \| \| \| \| \| \| \| \| \| \| \| \| \| \| \| \| \| \| \| \| \| \| \| \| \| \| \| \| \| \| \| \| \| \| \| \| \| \| \| \| \| \| \| \| \| \| \| \| \| \| \| 1. Bhumibol Adulyadej (Rama IX) \| \| \| \| \| \| \| \| \| \| \| \| \| \| \| \| \| \| \| \| \| \| \| \| \| \| \| \| \| \| \| \| \| \| \| \| \| \| \| \| \| \| \| \| \| \| \| \| \| \| \| \| \| \| 12. Chum Chukramol \| \| \| \| \| \| \| \| \| \| \| \| \| \| \| \| \| \| \| \| \| \| \| \| \| \| \| \| \| \| \| \| \| \| \| \| \| \| \| \| \| \| \| \| \| \| \| \| \| \| \| \| \| \| 6. Chu Chukramol \| \| \| \| \| \| \| \| \| \| \| \| \| \| \| \| \| \| \| \| \| \| \| \| \| \| \| \| \| \| \| \| \| \| \| \| \| \| \| \| \| \| \| \| \| \| \| \| \| \| \| \| \| \| 3. Srinagarindra \| \| \| \| \| \| \| \| \| \| \| \| \| \| \| \| \| \| \| \| \| \| \| \| \| \| \| \| \| \| \| \| \| \| \| \| \| \| \| \| \| \| \| \| \| \| \| \| \| \| \| \| \| \| 7. Kham Chukramol \| \| \| \| \| \| \| \| \| \| \| \| \| \| \| \| \| \| \| \| \| \| \| \| \| \| \| \| \| \| \| \| \| \| \| \| \| \| \| \| \| \| \| \| \| \| \| \| \| \| \| \| \| \| 15. Pha \| \| \| \| \| \| \| \| \| \| \| \| \| \| \| \| \| \| \| \| \| \| \| \| \| \| \| \| \| \| \| \| \| \| \| \| \| \| \| \| \| \| \| \| \| \| \| \| \| \| \| \| |                                                            |  |  |  |  |  |  |  |  |  |  |  |  |  |  |  |
| |                                                            |  |  |  |  |  |  |  |  |  |  |  |  |  |  |  |
| | 16. Phra Phutthaloetla (Rama II) (=20.)                    |  |  |  |  |  |  |  |  |  |  |  |  |  |  |  |
| |                                                            |  |  |  |  |  |  |  |  |  |  |  |  |  |  |  |
| |                                                            |  |  |  |  |  |  |  |  |  |  |  |  |  |  |  |
| | 8. Mongkut (Rama IV) (=10.)                                |  |  |  |  |  |  |  |  |  |  |  |  |  |  |  |
| |                                                            |  |  |  |  |  |  |  |  |  |  |  |  |  |  |  |
| |                                                            |  |  |  |  |  |  |  |  |  |  |  |  |  |  |  |
| | 17. Sri Suriyendra (=21.)                                  |  |  |  |  |  |  |  |  |  |  |  |  |  |  |  |
| |                                                            |  |  |  |  |  |  |  |  |  |  |  |  |  |  |  |
| |                                                            |  |  |  |  |  |  |  |  |  |  |  |  |  |  |  |
| | 4. Chulalongkorn (Rama V)                                  |  |  |  |  |  |  |  |  |  |  |  |  |  |  |  |
| |                                                            |  |  |  |  |  |  |  |  |  |  |  |  |  |  |  |
| |                                                            |  |  |  |  |  |  |  |  |  |  |  |  |  |  |  |
| | 18. Sririwongse, the Prince Matayaphithak (grandson of 16) |  |  |  |  |  |  |  |  |  |  |  |  |  |  |  |
| |                                                            |  |  |  |  |  |  |  |  |  |  |  |  |  |  |  |
| |                                                            |  |  |  |  |  |  |  |  |  |  |  |  |  |  |  |
| | 9. Debsirindra                                             |  |  |  |  |  |  |  |  |  |  |  |  |  |  |  |
| |                                                            |  |  |  |  |  |  |  |  |  |  |  |  |  |  |  |
| |                                                            |  |  |  |  |  |  |  |  |  |  |  |  |  |  |  |
| | 19. Mom Noi Siriwongse Na Ayudhaya                         |  |  |  |  |  |  |  |  |  |  |  |  |  |  |  |
| |                                                            |  |  |  |  |  |  |  |  |  |  |  |  |  |  |  |
| |                                                            |  |  |  |  |  |  |  |  |  |  |  |  |  |  |  |
| | 2. Mahidol Adulyadej                                       |  |  |  |  |  |  |  |  |  |  |  |  |  |  |  |
| |                                                            |  |  |  |  |  |  |  |  |  |  |  |  |  |  |  |
| |                                                            |  |  |  |  |  |  |  |  |  |  |  |  |  |  |  |
| | 20. Phra Phutthaloetla (Rama II) (=16.)                    |  |  |  |  |  |  |  |  |  |  |  |  |  |  |  |
| |                                                            |  |  |  |  |  |  |  |  |  |  |  |  |  |  |  |
| |                                                            |  |  |  |  |  |  |  |  |  |  |  |  |  |  |  |
| | 10. Mongkut (Rama IV) (=8.)                                |  |  |  |  |  |  |  |  |  |  |  |  |  |  |  |
| |                                                            |  |  |  |  |  |  |  |  |  |  |  |  |  |  |  |
| |                                                            |  |  |  |  |  |  |  |  |  |  |  |  |  |  |  |
| | 21. Sri Suriyendra (=17.)                                  |  |  |  |  |  |  |  |  |  |  |  |  |  |  |  |
| |                                                            |  |  |  |  |  |  |  |  |  |  |  |  |  |  |  |
| |                                                            |  |  |  |  |  |  |  |  |  |  |  |  |  |  |  |
| | 5. Savang Vadhana                                          |  |  |  |  |  |  |  |  |  |  |  |  |  |  |  |
| |                                                            |  |  |  |  |  |  |  |  |  |  |  |  |  |  |  |
| |                                                            |  |  |  |  |  |  |  |  |  |  |  |  |  |  |  |
| | 22. Luang Asasamdaeng (Taeng Sucharitakul)                 |  |  |  |  |  |  |  |  |  |  |  |  |  |  |  |
| |                                                            |  |  |  |  |  |  |  |  |  |  |  |  |  |  |  |
| |                                                            |  |  |  |  |  |  |  |  |  |  |  |  |  |  |  |
| | 11. Piam Sucharitakul                                      |  |  |  |  |  |  |  |  |  |  |  |  |  |  |  |
| |                                                            |  |  |  |  |  |  |  |  |  |  |  |  |  |  |  |
| |                                                            |  |  |  |  |  |  |  |  |  |  |  |  |  |  |  |
| | 23. Thao Sucharitthamrong (Nak Sucharitakul)               |  |  |  |  |  |  |  |  |  |  |  |  |  |  |  |
| |                                                            |  |  |  |  |  |  |  |  |  |  |  |  |  |  |  |
| |                                                            |  |  |  |  |  |  |  |  |  |  |  |  |  |  |  |
| | 1. Bhumibol Adulyadej (Rama IX)                            |  |  |  |  |  |  |  |  |  |  |  |  |  |  |  |
| |                                                            |  |  |  |  |  |  |  |  |  |  |  |  |  |  |  |
| |                                                            |  |  |  |  |  |  |  |  |  |  |  |  |  |  |  |
| | 12. Chum Chukramol                                         |  |  |  |  |  |  |  |  |  |  |  |  |  |  |  |
| |                                                            |  |  |  |  |  |  |  |  |  |  |  |  |  |  |  |
| |                                                            |  |  |  |  |  |  |  |  |  |  |  |  |  |  |  |
| | 6. Chu Chukramol                                           |  |  |  |  |  |  |  |  |  |  |  |  |  |  |  |
| |                                                            |  |  |  |  |  |  |  |  |  |  |  |  |  |  |  |
| |                                                            |  |  |  |  |  |  |  |  |  |  |  |  |  |  |  |
| | 3. Srinagarindra                                           |  |  |  |  |  |  |  |  |  |  |  |  |  |  |  |
| |                                                            |  |  |  |  |  |  |  |  |  |  |  |  |  |  |  |
| |                                                            |  |  |  |  |  |  |  |  |  |  |  |  |  |  |  |
| | 7. Kham Chukramol                                          |  |  |  |  |  |  |  |  |  |  |  |  |  |  |  |
| |                                                            |  |  |  |  |  |  |  |  |  |  |  |  |  |  |  |
| |                                                            |  |  |  |  |  |  |  |  |  |  |  |  |  |  |  |
| | 15. Pha                                                    |  |  |  |  |  |  |  |  |  |  |  |  |  |  |  |
| |                                                            |  |  |  |  |  |  |  |  |  |  |  |  |  |  |  |
| |                                                            |  |  |  |  |  |  |  |  |  |  |  |  |  |  |  |

## Værker
- HM King Bhumibol Adulyadej of Thailand. The Story of Tongdaeng. Amarin Book, Bangkok. 2004. ISBN 974-272-917-4
- HM King Bhumibol Adulyadej of Thailand. The Story of Mahajanaka: Cartoon Edition. Amarin Book, Bangkok. 1999. ISBN 974-272-074-6
- HM King Bhumibol Adulyadej of Thailand. The Story of Mahajanaka. Amarin Book, Bangkok. 1997. ISBN 974-8364-71-2
- HM King Bhumibol Adulyadej of Thailand, Chaturong Pramkaew (Ed.). My Country Thailand...land of Everlasting Smile. Amarin Book, Bangkok. 1995. ISBN 974-8363-53-8
- HM King Bhumibol Adulyadej of Thailand. His Majesty the King's Photographs in the Development of the Country. Photographic Society of Thailand & Thai E, Bangkok. 1992. ISBN 974-88805-0-8
- HM King Bhumibol Adulyadej of Thailand. Paintings by his Majesty the King: Special exhibition for the Rattanakosin Bicentennial Celebration at the National Gallery, Chao Fa Road, Bangkok, 1 April – 30 June 1982. National Gallery, Bangkok. 1982. ASIN B0007CCDMO